# The Hypnotist's Revenge (pel·lícula de 1909)
Hypnotist's Revenge va ser un curtmetratge mut de comèdia de Georges Méliès del 1908. La pel·lícula, ara suposada perduda, era una parodia sobre el popular tema de la hipnosi; presentava un mag-hipnotitzador que utilitzava les seves habilitats per enganyar cartes, abans de ser atrapat i perseguit en una persecució agitada.

## Trama
Un hipnotizador-mag, convidat a la festa a casa d'un home ric, diverteix els convidats amb diversos trucs. Després de la seva actuació, s'uneix als convidats per jugar a les cartes, suggerint-los que juguin per diners. Utilitza les seves habilitats professionals per enganyar amb prodigació i aviat ha acumulat tots els guanys. Els convidats, descobrint el frau, persegueixen l'hipnotitzador fora de casa i per tota la zona. Finalment, la persecució porta l'hipnotitzador de tornada a la casa, on hipnotitza els seus perseguidors i fa una sortida segura.

## Producció
Méliès va interpretar l'hipnotitzador a la pel·lícula, que es va acabar el 1908. L'hipnotisme era un tema popular a l'època, inspirant pel·lícules com The Hypnotic Wife (Pathé, 1909), The Criminal Hypnotist (D. W. Griffith, Biograph Studios, 1909), i Max Hypnotized (Max Linder, Pathé, 1910). Méliès també havia utilitzat anteriorment el tema a la seva pel·lícula de 1897 Le Magnétiseur.

## Estrena
La pel·lícula va ser venuda per la Star Film Company de Méliès i està numerada 1408–1415 als seus catàlegs. No es coneix cap títol en francès per a la pel·lícula. A Amèrica, la pel·lícula estava programada inicialment per a ser publicada el 27 d'octubre de 1909, juntament amb la pel·lícula de Gaston Méliès Cinderella Up-to-Date va ocupar el seu lloc el 27 d'octubre.
Hypnotist's Revenge es presumeix actualment perduda.